# Schmalkaldski savez
Schmalkaldski savez (njemački: Schmalkaldischer Bund) je bio obrambeni savez luteranskih knezova u Svetom Rimskom Carstvu tijekom sredine 16. stoljeća. Iako je izvorno započet zbog vjerskih motiva ubrzo nakon početka protestantske reformacije, na kraju je postao pokret namijenjen zamijeni Svetog Rimskog Carstva kao izvor političke lojalnosti. Iako nije bio prvi savez svoje vrste, za razliku od prethodnih formacija, kao što su savez Torgau, Schmalkaldski savez je imao značajnu vojsku za obranu svojih političkih i vjerskih interesa. Dobio je svoje ime po gradu Schmalkaldenu, u njemačkoj pokrajini Tiringiji. 

## Počeci i članovi
Savez je službeno je osnovao 27. veljače 1531.,  Filip I., pokrajinski grof Hessena, i Ivan Fridrik I. Izborni knez Saske, dva najjača protestantska vladara tog vremena.  Nastao je kao obrambeni vjerski savez, s članovima obećavajući obranu jedni drugima ako trebaju na njihovom teritoriju te da ne će biti napadnuti od strane Karla V, cara Svetog Rimskog Carstva.
Savez je ubrzo postao više od teritorijalno-politički pokret, jer je prekid s Katoličkom crkvom nudio značajne ekonomske prednosti. U prosincu 1535, savez je primao svakog tko bi se pretplatio na Augsburšku ispovijed  te su se stoga Anhalt, Württemberg, Pomorje, kao i slobodni carski gradove Augsburg, Hannover, Frankfurtu na Majni, i Kemptenu pridružili savezu.
Godine 1535 Franjo I. Francuski pridružio se savezu protiv Habsburgovaca, ali se kasnije povukao zbog vjerskih sukoba iznutra. Sulejman Veličanstveni je intervenirao diplomatski u korist približavanja, a poznato je da je poslao barem jedno pismo protestantskim knezovima Njemačke potičući ih na povežu s Franjom I. protiv cara Karla V. 
Godine 1538., Schmalkaldski savez se udružio s nedavno reformiranom Danskom. Godine 1539. savez je stekao Brandenburg, koji je bio pod vodstvom Joachima II Hectora.  Godine 1545 savez je stekao savezništvo od izbornog Palatinata, pod nadzorom izbornog kneza Fridrika III.Godine 1544. Danska i Sveto Rimsko Carstvo su potpisali Sporazum iz Speyera, koji je definirao da će za vrijeme vladavine Kristijana III Danska će održati mirnu vanjsku politiku prema Svetom Rimskom Carstvu. 

## Djelatnost
Članovi saveza su se dogovorili da će osigurati 10.000 pješaka i 2.000 konjanikaza svoju međusobnu zaštitu. Oni su rijetko izazivali Karla izravno, ali su oduzeli Crkvi zemlju, prognali biskupa i katoličke knezove, i pomogali širenju luteranizma ucijeloj sjevernoj Njemačkoj. Martin Luther je planira predstaviti savezu Schmalkaldske članke, strožu protestantsku ispovijest, tijekom sastanka godine1537. Luther je nazočio kritičnim sastancima godine 1537, ali je proveo većinu svog vremena pateći od bubrežnih kamenaca.Vladari i knezovi čak su sastali u domu gdje Luther je bio boravio. Iako je Luther bio zamoljen pripremiti članke vjere koji će postati poznati kao Schmalkaldski članci, oni nisu bili formalno usvojeni u vrijeme sastanka iako su kasnije uključeni u Luteransku Ispovijed, u knjizi Saveza, iz1580, na njemačkom jeziku, te u latinskom prijevodu, u službeni latinski izdanje knjige Saveza, izdanja u Leipzigu iz 1584.
Za petnaest godina savez bio u mogućnosti postojanja bez oporbe, jer je Karlo bio zauzet u borbi   s Francuskom i Osmanskim Carstvom.Osmansko-habsburški ratova su trajala od 1526 do 1571. Godine 1535 Karlo je vodio uspješan pohod kampanju protiv Tunisa. Franjo I. Francuski, u nastojanju da ograniči moć Habsburgovaca, u savezu sa Sulejmanom Veličanstvenim, formiranje francusko-osmanski savez. Talijanski rat u razdoblju od 1535-1538, između Francuske i Svetog Rimskog Carstva, koja je završio 1538 s primirjem iz Nice. Posljednji rat u tom razdoblju Karlo je vodio protiv Francuske, talijanski rat od 1542-1546, koja je završio s neuvjerljivim ishodom i Sporazumom iz Crépyja.

## Schmalkaldski rat
Nakon što je Karlo sklopio mir s Franjom,  usmjerio se na suzbijanje protestantskog otpora unutar svoga carstva. Od 1546. do 1547., u onom što je poznato kao Schmalkaldski rat, Karlo i njegovi saveznici su se sa savezom oko teritorija Ernestine Albertine u Saskoj. Iako su vojne snage saveza bile vjerojatno nadmoćne, njezini čelnici su bili nesposobni i nisu se mogli dogovoriti o bilo kojem planu borbe. Dana 24. travnja 1547., carske snage okupljene od strane Karla i pape Pavla III. preusmjerili su snage saveza u bitku kod Mühlberga, uhvativši mnoge vođe, uključujući, od kojih su najpoznatiji, Ivan Fridrik velikodušni i Filip od Hessena, te prisilili stanovnike trideset različitih gradova na preobraćenje Ovom bitko Karlo je učinkovito pobijedio u ratu. Samo dva grada i dalje da su se i dalje nastavili odupirati. Mnogi od knezova i ključnih reformatora, kao što su Martin Bucer, pobjegli su u Englesku, gdje su izravno utjecali na englesku reformaciju.

## Posljedice
Godine 1548. Karlo je pobjednički prisiio Schmalkaldski savez na pristanak na uvjete naznačene u Augsburškim Privremenim. Međutim, 1550-tih, protestantizam se previše čvrsto učvrstio u srednjoj Europi da bi se ugušio silom. Male protestantske pobjede iz 1552. prisilile su Karla, umornog od tri desetljeća rata, na potpisivanje mira iz Passaua, koji dodjeljuje neki slobode protestantima i uništio Karlu sve nade u vjersko jedinstvo unutar carstva. Tri godine kasnije, mirom u Augsburgu luteranizam je dobio službeni status u okviru Svetog Rimskog Carstva i dopustio knezovima odabrati službenu religiju u okviru područja kojim vladaju.

## Vanjske poveznice
- http://www.historicum.net/themen/reformation/glossar/s#SchmalkaldischerBund  Arhivirana inačica izvorne stranice od 21. prosinca 2014. (Wayback Machine)